# Relations entre le Cap-Vert et la Guinée-Bissau
Les relations entre la Guinée-Bissau et le Cap-Vert font référence aux relations bilatérales entre la République du Cap-Vert et la République de Guinée-Bissau.
Le Cap-Vert est un pays insulaire d'environ 900 km au nord-ouest de la Guinée-Bissau, un pays côtier d'Afrique de l'Ouest. Les deux étaient des colonies de l'Empire colonial portugais et ils ont fait campagne ensemble pour l'indépendance avec un plan d'unification, mais les pays se sont séparés après 1980.

## Histoire coloniale
La zone continentale sous domination portugaise contenant désormais la Guinée-Bissau s'appelait à l'origine Guiné de Cabo Verde. Le Cap-Vert était un site de transit dans le commerce des esclaves de la Guinée-Bissau vers les Amériques. Le Cap-Vert portugais a fourni de nombreux fonctionnaires coloniaux pour la Guinée portugaise continentale, plus tard la Guinée-Bissau, constituant à un moment donné les trois quarts de la fonction publique.

## Indépendance
Le Cap-Vert et la Guinée-Bissau ont fait campagne ensemble pour l'indépendance du Portugal, principalement dirigée par le Parti marxiste africain d'Amílcar Cabral pour l'indépendance de la Guinée Biseau et du Cap-Vert (PAIGC) à partir de 1956. Le Cap-Vert a fourni la bourgeoisie qui a mené le mouvement anticolonial en Guinée portugaise. Une idéologie de l'unité était la clé de la théorie de la libération de l'Afrique de Cabral, et Cabral était lui-même un Cap-Verdien de Guinée Bissau, bien que l'appel à l'unité ait été en partie une tactique pour éviter que la Guinée-Bissau ne devienne indépendante sans le Cap-Vert, car ce dernier avait des liens plus étroits avec le Portugal. Le PAIGC a ensuite combattu la guerre d'indépendance de la Guinée-Bissau (partie de la guerre coloniale portugaise au sens large) et a déclaré son indépendance en 1973, obtenant officiellement l'indépendance en septembre 1974. Le Cap-Vert a rejoint la Guinée-Bissau dans l'indépendance du Portugal lorsqu'il a négocié pacifiquement son indépendance le 5 juillet 1975, à la suite de la révolution des œillets d'avril 1974 au Portugal, et Aristides Pereira du PAIGC est devenu président. L'intention était l'unification, comme écrit dans les constitutions des deux pays. Le PAIGC les considérait comme des «républiques sœurs» avec «deux corps avec un seul cœur», et les pays partageaient un drapeau et un hymne national.
Cependant, les élites du Cap-Vert se sont opposées à l'unification, il y avait des différences constitutionnelles et juridiques et le commerce entre elles était mineur. Le 14 novembre 1980, un coup d'État de João Bernardo Vieira contre des métis étrangers a renversé le gouvernement de Luís Cabral (demi-frère d'Amílcar) en Guinée-Bissau, conduisant à la séparation du Cap-Vert sous Pedro Pires le 20 janvier 1981 et formation du Parti africain pour l'indépendance du Cap-Vert (PAICV) au pouvoir,.

## Années 1980-2000
De 1980 à 2000, sous la présidence Vieira en Guinée-Bissau, les pays ont été moins impliqués. La Guinée-Bissau a connu un manque de développement et des périodes de violence tandis que le Cap-Vert était relativement stable. La Guinée-Bissau était, comme d'autres États africains non alignés, plus proche de l'Union soviétique, tandis que le Cap-Vert, nominalement marxiste, a noué des relations avec les pays occidentaux en raison d'une dépendance aux importations alimentaires à la suite de la sécheresse. Les relations diplomatiques ont été rétablies après la rencontre des présidents en juin 1982 et un ambassadeur du Cap-Vert a été reçu par la Guinée-Bissau en juillet 1983.
Après l'introduction du multipartisme au Cap-Vert en 1990, le Mouvement pour la démocratie victorieux a changé le drapeau et l'hymne national pour qu'ils ne soient plus similaires à ceux de la Guinée-Bissau. Ils ont tous deux été membres fondateurs de la Communauté des pays de langue portugaise (CPLP) en 1996, et sont chacun membres de l'Union africaine et de la Communauté économique des États de l'Afrique de l'Ouest (CEDEAO).
Lors de la guerre civile de Guinée-Bissau de 1998, déclenchée par une répression contre les séparatistes sénégalais en Guinée-Bissau, le Cap-Vert a appelé au retrait des troupes du Sénégal et de la Guinée-Conakry de la Guinée-Bissau, là pour soutenir Viera. Le Cap-Vert s'est également opposé à la demande de Viera pour que la CEDEAO envoie des soldats de la paix. Le Cap-Vert a accueilli des réfugiés de Guinée-Bissau et a aidé à négocier la paix dans le cadre de la CPLP, le ministre capverdien des Affaires étrangères José Luís de Jesus présidant les discussions sur un navire de guerre portugais qui ont conduit à un accord de cessez-le-feu. Le président capverdien Peres a également servi de médiateur lors de la violente campagne électorale présidentielle de 2005 en Guinée-Bissau et après l'assassinat de Vieira en 2009,.

## Relations bilatérales après 2010
Les relations se sont améliorées depuis l'élection de Malam Bacai Sanhá en Guinée-Bissau en 2009. La liaison aérienne entre les pays opérée par TACV, qui avait été suspendue à la suite du coup d'État d'avril 2012 en Guinée-Bissau, a été rétablie en juin 2015 lors d'une visite du Premier ministre capverdien José Maria Neves à Bissau pour rencontrer Domingos Simões Pereira et discuter d'économie et les relations d'affaires. Neves avait visité pour la dernière fois en 2011,. Les pays ont signé un accord pour éviter la double imposition en septembre.

## Relations culturelles
Le Cap-Vert et la Guinée-Bissau partagent la langue portugaise comme langue officielle et la langue créole portugaise Crioulo comme langue reconnue.
Les Cap-Verdiens de Guinée-Bissau ont formé une Associação dos Filhos e Descendentes de Cabo Verde, et les Bissaoguinéens du Cap-Vert, qui sont au nombre d'environ 8 à 9 000, ont formé une Associacao dos Guineeneses Residentes em Cabo Verde. Malgré leur langue et leur culture communes, les immigrés bissau-guinéens sont souvent considérés comme des manjacos, un terme péjoratif utilisé pour les personnes originaires d'Afrique continentale et la légalisation des Guinée-Bissauans au Cap-Vert a été longtemps retardée,.

## Missions diplomatiques résidentes
- Le Cap-Vert a une ambassade à Bissau.
- La Guinée-Bissau a une ambassade à Praia.